# Glyvrafjall
Glyvrafjall är en kulle i Färöarna (Kungariket Danmark).   Den ligger i sýslan Eysturoya sýsla, i den nordöstra delen av landet, 13 km norr om huvudstaden Tórshavn. Toppen på Glyvrafjall är 153 meter över havet. Glyvrafjall ligger på ön Eysturoy.
Terrängen runt Glyvrafjall är kuperad åt nordväst, men åt sydost är den platt. Havet är nära Glyvrafjall åt sydost.  Närmaste större samhälle är Tórshavn, 12,8 km söder om Glyvrafjall. 